# Bříza (Cheb)
Bříza (německy Pirk) je chatová osada a část města Cheb ve stejnojmenném okrese v Karlovarském kraji. Leží na severním břehu přehrady Skalka, asi 6,5 kilometru západně od Chebu.

## Historie
První písemná zmínka o Bříze pochází z roku 1154, kdy se po ní psal Konrád z Pirku, družiník Bedřicha z Rothenburku. Původní vesnice Bříza zanikla v letech 1962–1964 v důsledku výstavby vodní nádrže Skalka.

## Obyvatelstvo
Při sčítání lidu v roce 1921 zde žilo 66 obyvatel, všichni německé národnosti. K římskokatolické církvi se hlásilo 65 obyvatel, k evangelické jeden obyvatel.
| Rok            | 1869 | 1880 | 1890 | 1900 | 1910 | 1921 | 1930 | 1950 | 1961 | 1970 | 1980 | 1991 | 2001 | 2011 | 2021 |
| -------------- | ---- | ---- | ---- | ---- | ---- | ---- | ---- | ---- | ---- | ---- | ---- | ---- | ---- | ---- | ---- |
| Počet obyvatel | 105  | 105  | 91   | 89   | 74   | 66   | 63   | 26   | 10   | 9    | 17   | 14   | 20   | 35   | 47   |
| Počet domů     | 17   | 17   | 17   | 16   | 16   | 13   | 14   | 15   | 2    | 2    | 4    | 4    | 4    | 6    | 9    |

## Obecní správa
Při sčítání lidu v letech 1850–1965 Bříza byla osadou obce Pomezí nad Ohří v okrese Cheb. Od 1. července 1965 je částí města Cheb ve stejnojmenném okrese.

## Doprava
Mezi lety 1995 a 1998 zde byl vystavěn obchvat a rychlostní komunikace k blízkému hraničnímu přechodu do Německa.

## Pamětihodnosti
- přírodní rezervace Studna u Lužné